# Кашина Ронка Мађоре (Кремона)
Кашина Ронка Мађоре је насеље у Италији у округу Кремона, региону Ломбардија.
Према процени из 2011. у насељу је живело 12 становника. Насеље се налази на надморској висини од 70 м.